# Archikatedra Świętego Krzyża w Lagos
Archikatedra Świętego Krzyża (ang. Holy Cross Cathedral) – rzymskokatolicka świątynia znajdująca się w nigeryjskim mieście Lagos, na Lagos Island.

## Historia
Pierwszą katedrę wzniesiono w 1881 według projektu Lazarusa Borgesa da Silvy i Francisca Nobrego, była ona prokatedrą wikariatu apostolskiego Wybrzeża Benińskiego. 6 sierpnia 1934 bp Francis O’Rourke położył kamień węgielny pod budowę obecnego, większego kościoła. Prace budowlane ukończono w 1939. 18 kwietnia 1950 papież Pius XII wyniósł wikariat do rangi archidiecezji, a świątynia została archikatedrą metropolii Lagos. W 1973 wyremontowano wnętrze budowli.

## Architektura i wyposażenie
Świątynia neogotycka, trójnawowa, z transeptem. Jest sklepiona żebrowo, dobudowane są do niej liczne kaplice boczne. Ściany świątyni pokryte są mozaikami. Przy kościele znajduje się wolno stojąca dzwonnica.